# Чинді (роман)
Чинді — це книга Джека Макдевіта про міжзоряного пілота Присцилу Хатчінс на прізвисько Хатч.

## Сюжет
Супутники позаземного походження з використанням технології стелс були виявлені на орбіті різних планет придатних для життя (в кінцевому підсумку включаючи Землю). Товариство Contact Society, група багатих іноземних ентузіастів, з Хатчем за капітана, полетіли в пошуки джерела дивних супутників. Під час подорожі вони знаходять різновид здорових змій, що потім знищили себе під час ядерної війни, вид птахів які виглядають красивими, але насправді дикуни і відступ інопланетянів на штучно створеному Місяці. Потім відкривається Чінді. Гігантський астероїдний корабель, розміром майже 16 км, що здається не має розумного використання, але коли вони входять до неї, вони починають з'ясовувати справжню мету її створення.